# Mycale gelatinosa
Mycale gelatinosa är en svampdjursart som först beskrevs av Ridley 1884.  Mycale gelatinosa ingår i släktet Mycale och familjen Mycalidae.
Artens utbredningsområde är Seychellerna. Inga underarter finns listade i Catalogue of Life.